# The White Squaw (film 1913)
The White Squaw è un film muto del 1913 diretto da Henry McRae.

## Produzione
Il film fu prodotto dalla 101-Bison (Bison Motion Pictures)

## Distribuzione
Distribuito dall'Universal Film Manufacturing Company, il film - un cortometraggio in due bobine - uscì nelle sale cinematografiche statunitensi il 7 dicembre 1913.